# Incas de Vilcabamba
Los incas de Vilcabamba fueron los cuatro monarcas sucesores de Atahualpa y legítimos herederos de Huayna Cápac que se enfrentaron al desmantelamiento del Imperio inca por parte de los colonizadores españoles y sus aliados indígenas. Estos incas formaron la resistencia de la élite cusqueña y, entre 1537 a 1572, gobernaron sobre un reducido pero influyente estado incaico llamado muchas veces Imperio Neoinca de Vilcabamba. 
Estuvo ubicado al este de la ciudad del Cusco y, en su máximo esplendor, abarcó parte de los actuales departamentos peruanos de Cusco, Apurímac y Ayacucho. Este estado fue reconocido por el Imperio español a consecuencia del establecimiento de negociaciones, relaciones diplomáticas y tratados. 
Los Incas de Vilcabamba fueron:
- Manco Inca Yupanqui
- Sayri Túpac Inca
- Titu Cusi Yupanqui
- Túpac Amaru

## Contexto historico
Luego de ser ejecutado Atahualpa en Cajamarca representantes de varias naciones andinas se reunieron con Francisco Pizarro, para ofrecerle su alianza. Rebeldes cañaris (del actual Ecuador) y la Confederación Huanca (de la sierra central peruana), reafirmaron su independencia de los incas, a quienes ya se habían enfrentado en diferentes revueltas en el pasado. Es más, estas naciones estaban especialmente enfrentadas al bando de Atahualpa por las atrocidades que habría cometido contra sus poblaciones durante la guerra civil inca, según las crónicas de la conquista del Perú. 
A esta situación se sumaba la presencia de tres ejércitos incas del bando de Atahualpa repartidos en diferentes regiones del imperio. Estos estaban dirigidos por los generales Rumiñahui, Calcuchímac y Quizquiz, y no eran populares entre las poblaciones andinas. La situación política de los Andes en ese momento era inusualmente complicada y hasta hoy difícil de desentrañar pero claramente explosiva.
El objetivo de los españoles era claro: llegar a Cusco para apoderarse de las riquezas que ahí había. Mientras en el Cusco se encontraban Quizquiz y sus fuerzas por lo que no podrían llegar solos. Huancas, cañaris y chachapoyas les dieron su apoyo, pero necesitaban legitimidad. Fue por eso que los españoles se vieron en la necesidad de mantener la institución imperial inca para "ordenar" la situación que habían creado y legitimar su presencia en los Andes Centrales (todos los cronistas hablan de la sensación de miedo de los conquistadores en ese momento). Así nombraron como Inca provisorio a un hermano de Atahualpa, el joven Toparpa, pero este murió envenenado por Chalcuchímac poco tiempo después durante la marcha que Pizarro, sus hombres y sus nuevos aliados andinos (chachapoyas, huancas y cañaris, principalmente) emprendieron desde Cajamarca a Cusco.
Es entonces cuando es nombrado Manco Inca, que había caído en manos de los partidarios de Hernando Pizarro. Su intención pudo ser la restauración del imperio creyendo en la alianza con los españoles, pero de esa manera sólo sirvió a los propósitos de estos. Recibió la mascaipacha de mano de Pizarro en 1534 convirtiéndose así en gobernante . Al llegar a las afueras de Cusco, Manco luchó junto a Diego de Almagro y los capitanes de los chachapoyas, huancas y cañaris contra el general Quisquis.

## Manco Inca
En abril de 1536 y tras los saqueos que caracterizaron la toma del Cusco, Manco Inca se enfrentó abiertamente a los españoles por sus demandas constantes de oro y plata y su intolerancia con las creencias e instituciones locales. Ante esta actitud fue mantenido cautivo en su palacio. El inca, después de haber prometido a Hernando Pizarro traerle unas estatuas de oro macizo, pudo dejar la ciudad y se dirigió a Yucay donde convocó un gran ejército, abriendo tres frentes: una expedición de castigo a los pueblos huancas del valle de Mantaro (por apoyar a Pizarro y sus hombres), otra contra la población de Lima y una tercera y muy importante contra el Cusco, al que mantuvo bajo sitio durante casi un año, desde la Saqsayhuamán. Fue precisamente en Saqsayhuaman donde se libró el combate decisivo. La plaza fue perdida por la resistencia inca.

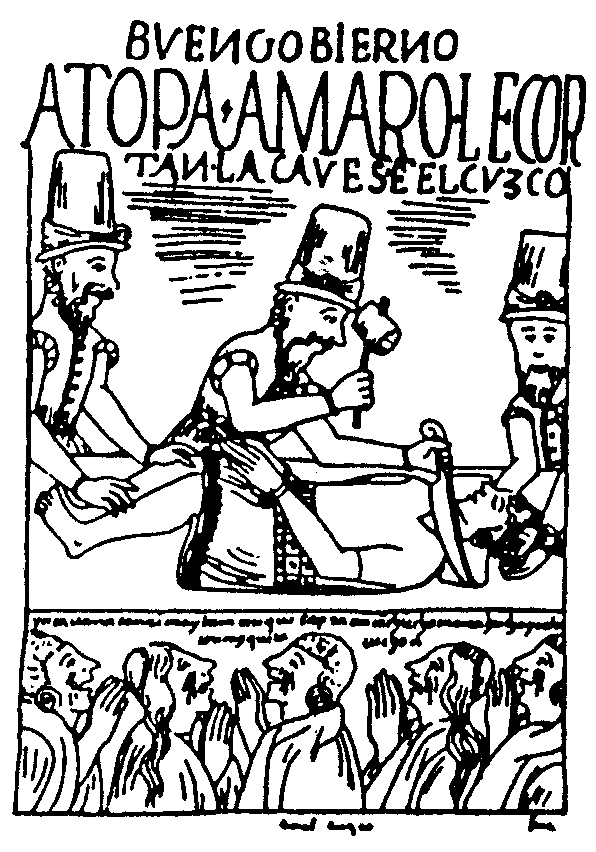
A Topa Amaro le cortan la cabeza en el Cuzco.
Grabado de Felipe Guamán Poma de Ayala en Primer Nueva coronica y buen gobierno.

Manco Inca fue asesinado en 1545 por un almagrista a quien había dado refugio luego de las guerras contra los pizarristas. Los sucesores del inca continuaron con el hostigamiento a los españoles, al tiempo que iniciaron una serie de negociaciones con ellos para llegar a una paz definitiva.

## Sayri Túpac
Sayri Túpac fue hijo de Manco Inca y Culchima Caype. Fue declarado heredero legítimo cuando murió Manco Inca y tomó como esposa principal a su hermana mayor Cusi Huarcay. 
Sayri Túpac empezó negociaciones con el nuevo gobierno español, lo que lo enfrentó al resto de la élite de Vilcabamba. Incluso dejó su reino para viajar a Lima donde fue recibido con honores. Aparentemente en ese momento Titu Cusi Yupanqui adquirió poder de facto y organizó el gobierno de Vilcabamba. Sayri Túpac, luego de obtener inmunidad y la propiedad de las tierras del Valle de Yucay (Valle Sagrado o de Urubamba) construyó un palacete en Yucay, donde murió unos años después. Aceptó el bautismo.

## Titu Cusi Yupanqui
Titu Cusi Yupanqui, al mando del reino, tomó en un inicio una posición bélica contra los españoles. 
En 1568, después de las negociaciones finalizadas con el Tratado de Acobamba, dejó entrar a los misioneros a Vilcabamba. Titu Cusi dictó a un escribano uno de los relatos más importantes conservados sobre el punto de vista inca de la Conquista del Perú. Un confuso incidente con el misionero español Diego de Ortiz terminó con la enfermedad y repentina muerte del Inca y la posterior represalia sobre el sacerdote.

## Túpac Amaru I
El más joven de los hermanos de Titu Cusi tomó entonces el mando: Túpac Amaru —es decir: Serpiente de Fuego—, (conocido como Túpac Amaru I para diferenciarlo de José Gabriel Condorcanqui quien también llevó el mismo nombre aunque en el siglo XVIII, y que también se enfrentó a los españoles). El nuevo Inca formó un ejército y lo puso a las órdenes de los generales Huallpa Yupanqui, Cori Páucar Yauyo y Colla Túpac. Denunció el Tratado de Acobamba, expulsó a los españoles de Vilcabamba, cerró sus fronteras y pregonó que luchaba por la restauración del Tahuantinsuyo. 
Francisco Álvarez de Toledo, quinto virrey del Perú (1569–1581), quien ya había recibido de España el "cúmplase" que incluida la bula que autorizaba el matrimonio de Quispe Titu, el 20 de julio de 1571, envió al dominico Gabriel de Oviedo y al licenciado García de los Ríos a Vilcabamba, para que entregaran los documentos a Túpac Amaru Inca y solucionar el problema de forma pacífica. Esta comisión no fue recibida por Túpac Amaru Inca y tuvo que volver al Cusco. Encontrándose el virrey en el Cusco, envió a Tilano de Anaya con una carta amenazante al reino de Vilcabamba. Al cruzar el puente de Chuquichaca, fue muerto por los leales a Túpac Amaru. Conocido el hecho, el virrey Toledo decidió enviar una expedición militar al mando de Martín García Óñez de Loyola, Martín Hurtado de Arbieto y Juan Álvarez Maldonado, para ocupar Vilcabamba "a sangre y fuego". Ofreció como trofeo para quien capturase al Inca el matrimonio con la ñusta Beatriz, heredera de las riquezas de su padre, Sayri Túpac.
Con ayuda de los informes de múltiples espías, la expedición española logró burlar las defensas de Vilcabamba, destruir Victos y capturar, tras una larga persecución, al joven rey. Así y tras un juicio sumario en la antigua capital del imperio, Túpac Amaru I fue decapitado en mayo de 1572. 
Con su muerte terminó oficialmente la Conquista del Perú.

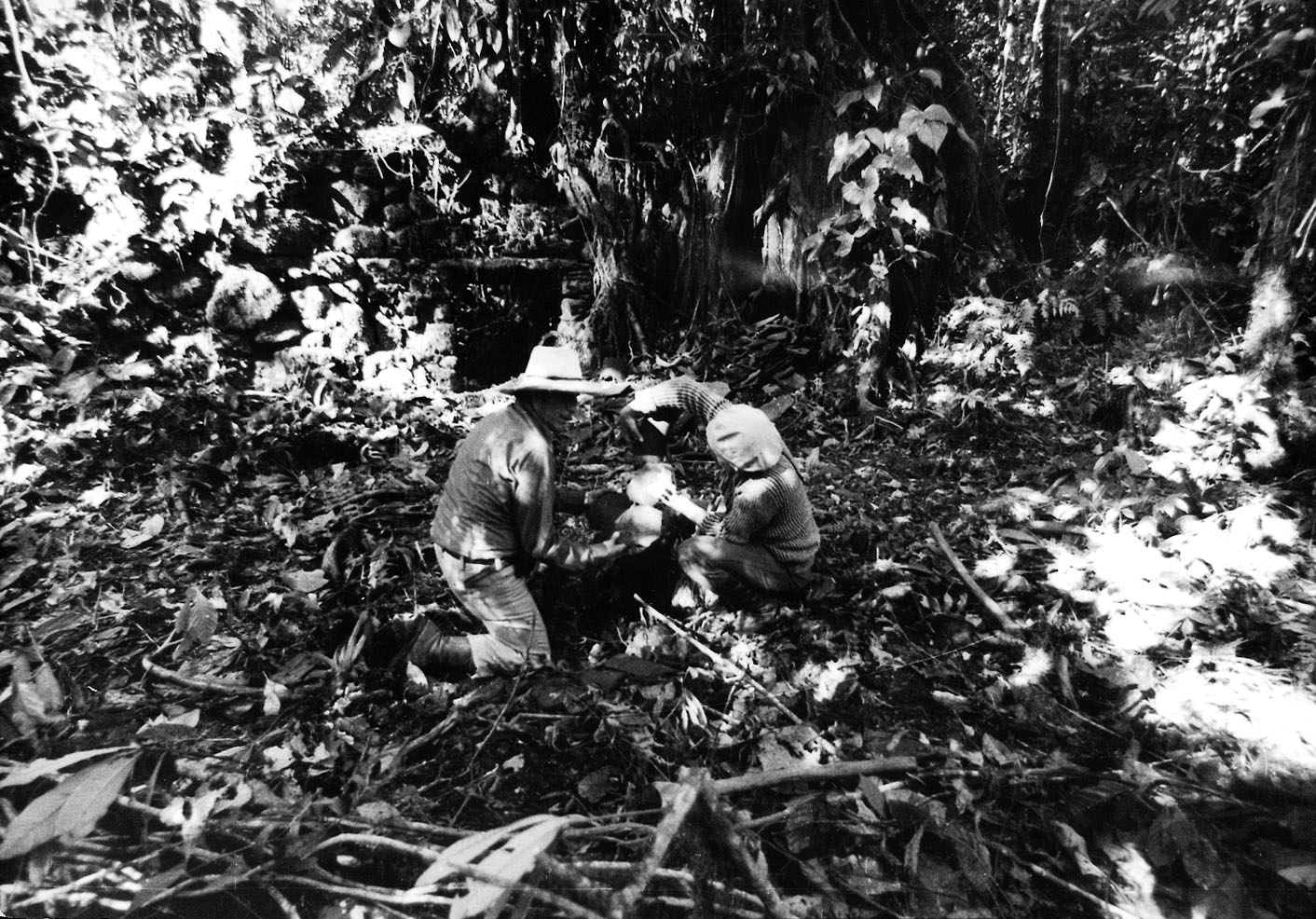
Edmundo Guillén y Elżbieta Dzikowska tras encontrar las ruinas de Vilcabamba, foto de Tony Halik.